# Championnats d'Europe de gymnastique artistique 2023
Navigation
Munich 2022 Rimini 2024
Les 10e championnats d'Europe de gymnastique artistique se tiennent du 11 au 16 avril 2023 à Antalya en Turquie.
À la suite des séismes ayant touché le pays en février 2023, il est décidé d'annuler les festivités prévues autour de ces Championnats, et que l'entrée pour le public serait gratuite.

## Podiums
| Épreuve                                         | Or                                                                                               | Argent                                                                          | Bronze                                                                                |
| ----------------------------------------------- | ------------------------------------------------------------------------------------------------ | ------------------------------------------------------------------------------- | ------------------------------------------------------------------------------------- |
| Hommes                                          |                                                                                                  |                                                                                 |                                                                                       |
| Concours par équipes, résultats détaillés       | Italie Yumin Abbadini Lorenzo Minh Casali Matteo Levantesi Marco Lodadio Mario Macchiati         | Turquie Ferhat Arıcan Adem Asil Mehmet Koşak Ahmet Önder Kerem Şener            | Grande-Bretagne Jake Jarman Joshua Nathan Adam Tobin Courtney Tulloch Luke Whitehouse |
| Concours général individuel résultats détaillés | Adem Asil (TUR)                                                                                  | Jake Jarman (GBR)                                                               | Illia Kovtun (UKR)                                                                    |
| Anneaux résultats détaillés                     | Adem Asil (TUR)                                                                                  | Vahagn Davtyan (ARM)                                                            | Eleftherios Petrounias (GRE)                                                          |
| Arçons résultats détaillés                      | Rhys McClenaghan (IRL)                                                                           | Maxime Gentges (BEL)                                                            | Artur Davtyan (ARM)                                                                   |
| Barre fixe résultats détaillés                  | Tin Srbić (CRO)                                                                                  | Carlo Macchini (ITA)                                                            | Illia Kovtun (UKR)                                                                    |
| Barres parallèles résultats détaillés           | Illia Kovtun (UKR)                                                                               | Ferhat Arıcan (TUR)                                                             | Thierno Diallo (ESP)                                                                  |
| Saut résultats détaillés                        | Artur Davtyan (ARM)                                                                              | Jake Jarman (GBR)                                                               | Ihor Radivilov (UKR)                                                                  |
| Sol résultats détaillés                         | Luke Whitehouse (GBR)                                                                            | Artem Dolgopyat (ISR)                                                           | Milan Hosseini (GER)                                                                  |
| Femmes                                          |                                                                                                  |                                                                                 |                                                                                       |
| Concours par équipes résultats détaillés        | Grande-Bretagne Ondine Achampong Becky Downie Georgia-Mae Fenton Jessica Gadirova Alice Kinsella | Italie Angela Andreoli Alice D'Amato Asia D'Amato Manila Esposito Giorgia Villa | Pays-Bas Eythora Thorsdottir Vera van Pol Sanna Veerman Naomi Visser Sanne Wevers     |
| Concours général individuel résultats détaillés | Jessica Gadirova (GBR)                                                                           | Zsófia Kovács (HUN)                                                             | Alice D'Amato (ITA)                                                                   |
| Barres asymétriques résultats détaillés         | Alice D'Amato (ITA)                                                                              | Becky Downie (GBR)                                                              | Elisabeth Seitz (GER)                                                                 |
| Poutre résultats détaillés                      | Sanne Wevers (NED)                                                                               | Manila Esposito (ITA)                                                           | Zsófia Kovács (HUN)                                                                   |
| Saut résultats détaillés                        | Coline Devillard (FRA)                                                                           | Asia D'Amato (ITA)                                                              | Lisa Vaelen (BEL)                                                                     |
| Sol résultats détaillés                         | Jessica Gadirova (GBR)                                                                           | Alice Kinsella (GBR)                                                            | Sabrina Voinea (ROU)                                                                  |